# Idaea nibseata
Idaea nibseata är en fjärilsart som beskrevs av Samuel E. Cassino 1931. Idaea nibseata ingår i släktet Idaea och familjen mätare. Inga underarter finns listade i Catalogue of Life.